# Costanzo Varolio
Costanzo Varolio, född 1543 i Bologna, död 1575 i Rom, var en italiensk anatom.
Varolio var först professor i anatomi och kirurgi i Bologna och från 1573 professor i Rom. Han är bekant genom sina undersökningar över hjärnan och dess nerver, och efter honom har den så kallade hjärnbryggan fått namnet pons Varoli eller Varolii, Varols brygga. Varolios arbete om hjärnan utkom 1572 under titeln De nervis opticus nonnullisque aliìs proter communem opinionem in humano capite observatis epistola.

## Fotnoter
1. 1 2  Aaron Swartz, Open Library, Open Library-ID: OL2090973A, läst: 9 oktober 2017.[källa från Wikidata]
2. 1 2  Aaron Swartz, Open Library, Open Library-ID: OL6926437A, läst: 9 oktober 2017.[källa från Wikidata]
3. 1 2  opac.vatlib.it, VcBA-ID: 495/265956.[källa från Wikidata]